# Uitenhage
Uitenhage – miasto w Republice Południowej Afryki, w prowincji Przylądkowej Wschodniej, w zespole miejskim Port Elizabeth. Liczy około 285 tys. mieszkańców. W mieście znajduje się duża fabryka firmy Volkswagen produkująca samochody.